# Рокавалдина
Рокавалдина (итал. Roccavaldina) је насеље у Италији у округу Месина, региону Сицилија.
Према процени из 2011. у насељу је живело 709 становника. Насеље се налази на надморској висини од 309 м.

## Становништво
Према резултатима пописа становништва 2011. у општини је живело 1.149 становника.
| 1931. | 1936. | 1951. | 1961. | 1971. | 1981. | 1991. | 2001. | 2011. |
| ----- | ----- | ----- | ----- | ----- | ----- | ----- | ----- | ----- |
| 1.844 | 1.863 | 1.901 | 1.590 | 1.362 | 1.208 | 1.259 | 1.172 | 1.149 |